# くまもと中央カントリークラブ
くまもと中央カントリークラブ（くまもとちゅうおうカントリークラブ）は、熊本県菊池市にあるゴルフ場である。

## 概要
「くまもと中央カントリークラブ」の前身は、1959年（昭和34年）に開業した「三木PLカントリークラブ」（熊本県菊池郡合志町、6,750ヤード、パー72）である。その後、熊本県菊池野地区の丘陵地、東に阿蘇山、西に金峰山を望む雄大なスケールを持つ菊池野に、コース設計家・上田治の手によって 1963年（昭和38年）9月2日、「熊本中央カントリークラブ」18ホールのゴルフ場が開場された。
コースは、上田治の設計思想による戦略性の高いレイアウトに加え、グリーン周辺の難しさと高速グリーンが特徴である。コースレートは、チャンピオンティでは74.8と、熊本県内ではナンバーワンの難易度で、距離7,000ヤード以上と、九州を代表する難易度の高いコースである。
2001年（平成13年）6月、世界のゴルフ界の標準が1グリーンとゆうことから、鈴木正一の監修のもと、中村享治の改造設計により2グリーンを1グリーンに改造された。同時に、グリーンの改造を機に、コース名称の熊本中央カントリークラブを「くまもと中央カントリークラブ」に名称変更された。
また、2007年（平成19年）の日本シニアオープンゴルフ選手権競技で、青木功プロが最終ラウンドで65（年齢65歳）を記録してエージシュート&逆転優勝を飾ったコースとしても知られている。

## 所在地
〒869-1205 熊本県菊池市旭志川辺1217番地

## コース情報
- 開場日 - 1963年9月2日
- 設計者 - 上田 治、鈴木 正一（監修）、中村 享治（改造設計）
- 面積 - 781,000m2（約23.6万坪）
- コースタイプ - 丘陵コース
- コース - 18ホールズ、パー72、7,270ヤード、コースレート73.9
- フェアウェー - コウライ
- ラフ - ノシバ
- グリーン - 2グリーン、ベント
- ラウンドスタイル - キャディ・セルフ選択可、キャディ付は歩きプレー、セルフはカート付、1組4人が原則、状況によりツーサム可、乗用カート(5人乗り・2人乗り)、歩き(手引きカート)自走式
- 練習場 - 16打席230ヤード
- 休場日 - 月曜日を休場、12月31日、1月1日[2][3]

## クラブ情報
- ハウス面積 - 2,048m2（619.5坪）
- ハウス設計 - 三幸企業設計 株式会社
- ハウス施工 - 株式会社 大林組、株式会社 多々良[2][3]

## ギャラリー
- コース - 「くまもと中央カントリークラブ」、コース紹介、2021年9月18日閲覧
- ハウス - 「くまもと中央カントリークラブ」、施設案内、2021年9月18日閲覧

## 交通アクセス
- 鉄道 - 豊肥本線（JR九州） - 肥後大津駅より タクシー利用 約15分[4]
- 道路 - 九州自動車道 - 熊本ICより 15Km[4]

## 関連文献
- 『ゴルフ場ガイド 西版』、2006-2007、「くまもと中央カントリークラブ」、東京 ゴルフダイジェスト社、2006年5月、2021年9月18日閲覧